# Rekhes Mitla
Rekhes Mitla (hebreiska: רכס מתלה) är ett berg i Israel.   Det ligger i distriktet Haifa, i den norra delen av landet. Toppen på Rekhes Mitla är 323 meter över havet. Rekhes Mitla ingår i Karmelberget.
Terrängen runt Rekhes Mitla är kuperad österut, men västerut är den platt. Havet är nära Rekhes Mitla västerut.Runt Rekhes Mitla är det mycket tätbefolkat, med 1 018 invånare per kvadratkilometer. Närmaste större samhälle är Haifa, 8,9 km norr om Rekhes Mitla. Omgivningarna runt Rekhes Mitla är en mosaik av jordbruksmark och naturlig växtlighet.